# Fiera di Primiero
Fiera di Primiero est une ancienne commune italienne de moins de 1 000 habitants située dans la province autonome de Trente dans la région du Trentin-Haut-Adige dans le nord-est de l'Italie. Elle fusionne le 1er janvier 2016 avec Siror, Tonadico et Transacqua pour former Primiero San Martino di Castrozza.

## Géographie
Avec ses 15 hectares, Fiera di Primiero est la plus petite commune d'Italie.

## Administration
| Période                                  | Période | Identité | Étiquette | Qualité |
| ---------------------------------------- | ------- | -------- | --------- | ------- |
|                                          |         |          |           |         |
| Les données manquantes sont à compléter. |         |          |           |         |

### Hameaux
-

### Communes limitrophes
Tonadico, Transacqua